# Estanque de los Suizos
El estanque de los Suizos es un lago artificial que forma parte del parque del Palacio de Versalles, construido entre 1679 y 1682. Debe su nombre al hecho de haber sido excavado por un regimiento de la Guardia Suiza. Fue creado para drenar el huerto del rey.

## Características

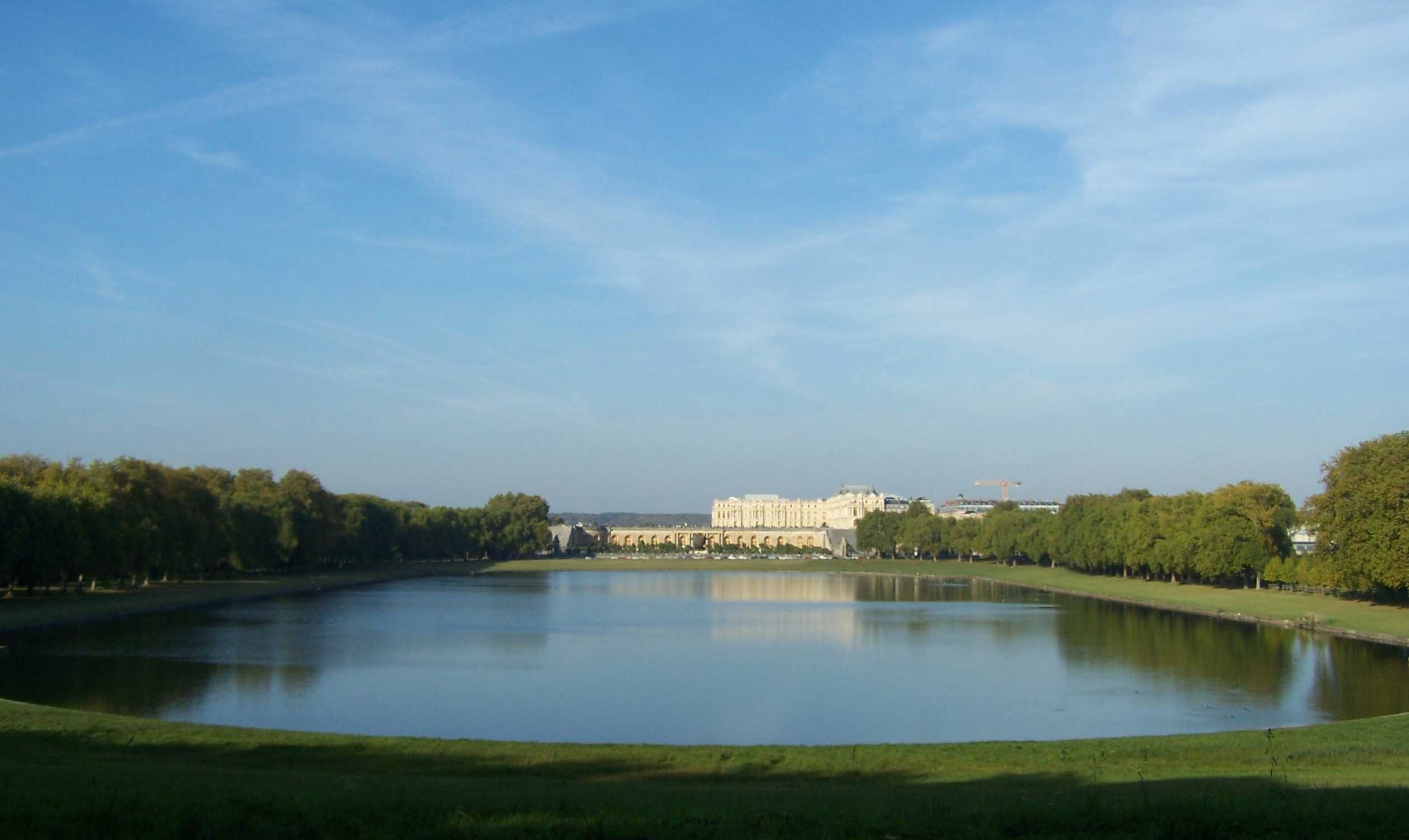
El estanque de los Suizos visto desde el sur

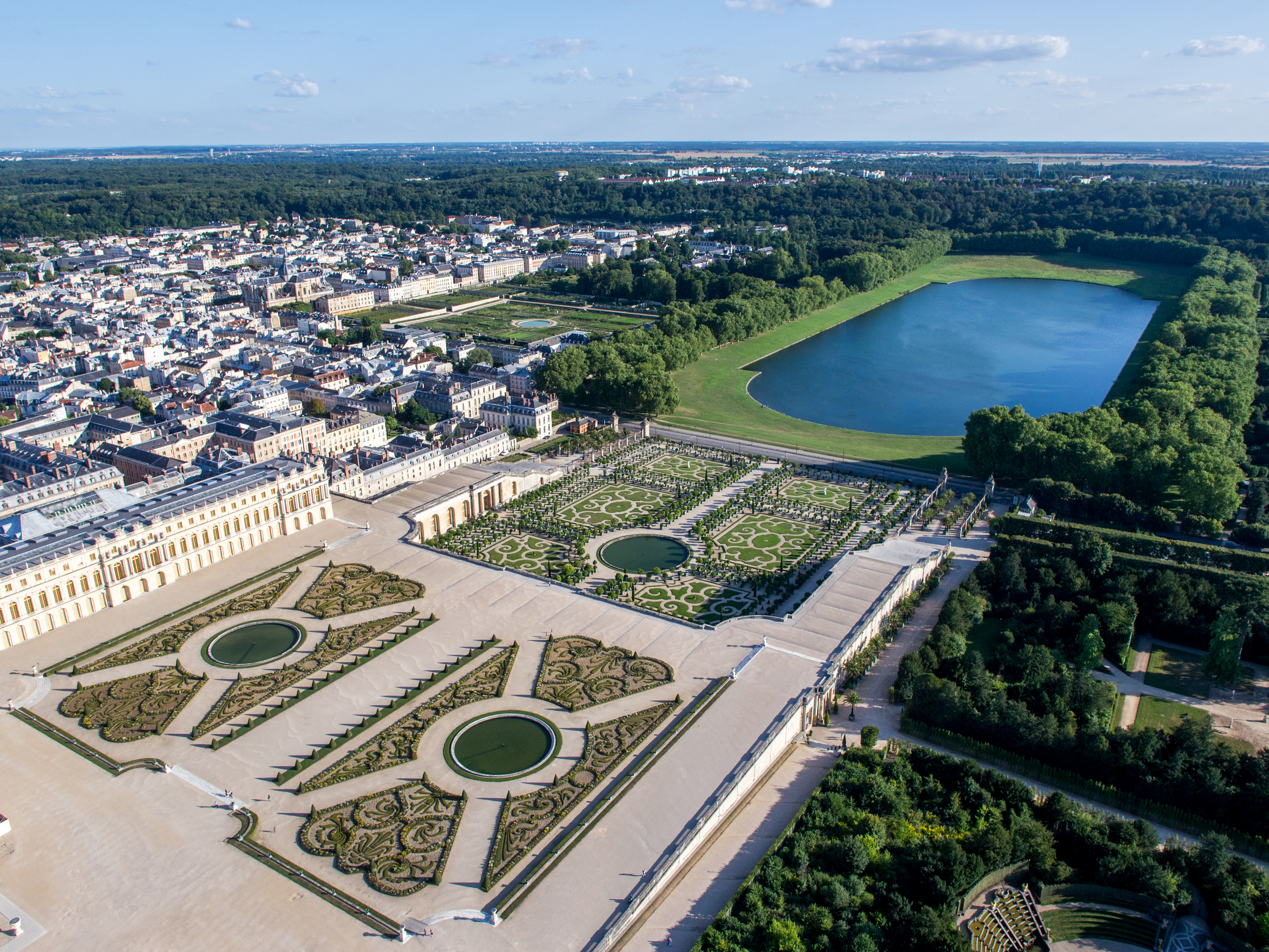
El parterre del Sur y la Orangerie, con el Estanque de los Suizos al fondo.

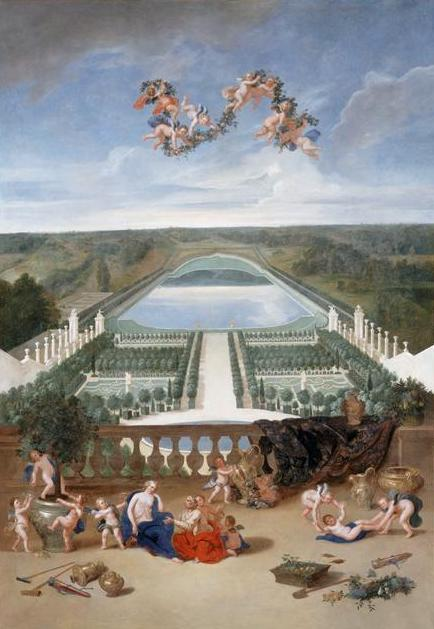
La Orangerie y el estanque de los Suizos, Jean Cotelle el Joven (1642-1708)

Este estanque, de 682 metros de longitud y de 234 de anchura, tiene una superficie de 13 hectáreas y una profundidad media de 1,70 metros.
Está ubicado en el extremo sur del eje norte-sur de los jardines de Versalles. Este eje comprende, de norte a sur, el estanque de Neptuno, el estanque del dragón, el paseo del agua y el parterre del norte, el parterre de agua (punto de salida del eje este-oeste), el parterre del sur (situado al norte de la Orangerie) y el parterre de la Orangerie. Al final de esta sucesión de elementos se sitúa el estanque de los Suizos, que de hecho se encuentra al exterior del perímetro actual del recinto, del cual está separado por medio de la carretera de Saint-Cyr. Al sur está bordeado por la línea de ferrocarril París-Chartres y forma parte de la meseta de Satory.
El estanque fue excavado en una zona pantanosa como una continuación de la Orangerie, a la cual le sirve como elemento final de la perspectiva del eje norte-sur. Fue realizado en distintas etapas a partir de 1665. Proyectado en un principio con una forma octogonal, fue ampliado hacia 1678 por la Guardia suiza al servicio del rey Luis XIV. Una última ampliación en 1682 le dio su forma actual de bordes redondeados. Los movimientos de tierra sirvieron en parte para terraplenar el «estanque maloliente» sobre el cual se dispuso el huerto del rey.
En su extremo sur se ubicó una estatua ecuestre realizada por Gian Lorenzo Bernini, que representaba al rey Luis XIV, transformado posteriormente en Marcus Curtius por François Girardon. La escultura original, reemplazada después por una copia, se encuentra actualmente en la Orangerie. Al este del estanque se sitúa el huerto del rey, al cual Luis XIV podía acceder por este lado a través de la «reja real». El estanque está bordeado perimetralmente por una doble hilera de plátanos bicentenarios, un gran número de los cuales sufrió importantes destrozos durante la tormenta de finales de diciembre de 1999.
Bajo el Antiguo Régimen, este estanque fue a menudo el escenario de fiestas náuticas. Hoy en día su acceso es libre al público y se ha convertido en un lugar de pícnic dominical.
Es también el emplazamiento de la prueba de natación durante el «Triatlón del Rey», un recorrido combinado de distintas pruebas que tiene lugar cada año en el mes de mayo.